# Гарлица-Духовна
Гарли́ца-Духо́вна (пол. Garlica Duchowna) — село в Польше в сельской гмине Зелёнки Краковского повета Малопольского воеводства.
Село располагается в 10 км от административного центра воеводства города Краков.
В 1975—1998 годах село входило в состав Краковского воеводства.

## Население
По состоянию на 2013 год в селе проживало 214 человека.
| 1827 | 1881 | 2010 | 2013 |
| ---- | ---- | ---- | ---- |
| 87   | 94   | 213  | 214  |

| Перепись  | Всего   | Всего | Женщины | Женщины | Мужчины | Мужчины |
| --------- | ------- | ----- | ------- | ------- | ------- | ------- |
| Единицы   | человек | %     | человек | %       | человек | %       |
| Население | 214     | 100   | 110     |         | 104     |         |